# 大竹貴久
大竹 貴久（おおたけ たかひさ、1984年6月12日 - ）は、日本の元男子バレーボール選手。

## 来歴
宮崎県延岡市出身。星翔高校を経て、大阪産業大学でプレー。
2006/07シーズンにパナソニックパンサーズの内定選手になる。2007年のユニバーシアードに出場。
2009/10V・プレミアリーグでは出場機会が増え、チームの勝利に貢献した。2012年5月の第61回黒鷲旗大会ではチーム優勝に貢献し、ベスト6に輝いた。
2013年4月、全日本男子メンバーに選出された。
2016年5月、黒鷲旗大会をもって現役引退。引退後は社業に専念。

## 球歴・受賞歴
- 日本代表 - 2013年
- 受賞歴
  - 2012年 - 第61回黒鷲旗大会 ベスト6

## 所属チーム
- 星翔高等学校
- 大阪産業大学
- パナソニックパンサーズ（2007-2016年） #16